# João Sousa
João Sousa (João Pedro Coelho Marinho de Sousa, Guimarães, 30 de Março de 1989) é um tenista profissional português, oriundo de Celorico de Basto, que compete no ATP World Tour. Está no top 100 do ranking de singulares do ATP desde Julho de 2013, e é o 58º colocado a 2 de Agosto de 2022. Sousa é frequentemente considerado o melhor jogador português de sempre, e recebe por vezes a alcunha de Conquistador por partilhar o local de nascimento com Afonso I de Portugal.

## Biografia
João Sousa nasceu em Guimarães. O seu pai, Armando Marinho de Sousa, é juiz e um tenista amador autodidata. A sua mãe, Adelaide, é bancária. Tem um irmão chamado Luís. Os seus ídolos enquanto crescia foram Juan Carlos Ferrero, Pete Sampras e Roger Federer. É adepto do clube de futebol Vitória de Guimarães, do qual é sócio. Sousa fala Português, Espanhol, Catalão, Inglês, Francês e Italiano.
Sousa começou a jogar ténis aos sete anos de idade com o seu pai num Clube local, o “Clube de Ténis de Guimarães”, onde começou a ter aulas com Luís Miguel Coutinho. Em 2001, ganhou Campeonato Nacional sub-12, batendo Gastão Elias, seu futuro parceiro na semifinal da Copa Davis. Sousa também jogou futebol em clubes locais como o Vitória Sport Clube e Os Sandinenses até aos 14 anos, quando ele decidiu deixar o futebol e a medicina para seguir uma carreira profissional de ténis. Mais tarde, foi incluído no Centro Nacional de Treino, na Maia. Com o encerramento do centro, veio a decisão de emigrar, e aos 15 anos de idade mudou-se para Barcelona, para a Federação Catalã de Ténis, em regime de internato.
Um ano depois, seguiu o treinador Álvaro Margets para a Academia BTT (Barcelona Total Tennis) de onde tinha boas referências, através de Rui Machado, antigo "inquilino" da Academia. O seu primeiro treinador havia Álvaro Margets, sob a supervisão de um de seus maiores mentores, Francisco Roig, proprietário da Academia e treinador suplente ocasional de Rafael Nadal durante as estações piso-rápido, e foi viver para casa de uma família espanhola. Mais tarde dividiu um apartamento na academia com Frederico Marques, seu futuro treinador.

## Carreira
Sousa começou a jogar ténis aos sete anos. Após conquistar títulos nacionais em categorias de formação, decidiu aos 15 anos desenvolver a sua carreira em Barcelona. Embora não tenha tido uma carreira júnior prolífica, Sousa tornou-se profissional em 2005 e conquistou o seu primeiro torneio Futures em 2009. Ele começou a jogar no ATP Challenger Tour em 2008 e conquistou o seu primeiro torneio na categoria em Junho de 2011. Sousa estreou-se na categoria World Tour em 2008 e obteve o primeiro sucesso no Open da Malásia de 2013, onde venceu o título e tornou-se o primeiro jogador português a conquistar um torneio de singulares na categoria.
Sousa é treinado pelo antigo jogador Frederico Marques e frequenta a Academia BTT em Barcelona. Ele é detentor de vários recordes do ténis masculino português. Em Outubro de 2013, a sua vitória no Open da Malásia levou-o ao 49º lugar no ranking mundial, tornando-se o primeiro jogador português a entrar no top 50 em singulares. Em Novembro de 2015, atingiu a posição de sempre para um português (33º) após conquistar o seu segundo título no ATP World Tour no Open de Valência. Em 2014, Sousa foi o primeiro português a jogar exclusivamente no ATP World Tour durante uma época, o primeiro a ser cabeça de série num torneio do Grand Slam (US Open de 2014) e o segundo a atingir os quartos de final num evento de Grand Slam (pares mistos no US Open de 2015). Ele foi o quarto português a entrar no top 100 do ranking de singulares e tornou-se o segundo a conseguir esse feito também em pares, depois de Nuno Marques. Sousa é igualmente o jogador de ténis português com o maior prize-money de carreira de sempre e o maior número de vitórias em encontros de singulares nos torneios de Grand Slam.

### 2013

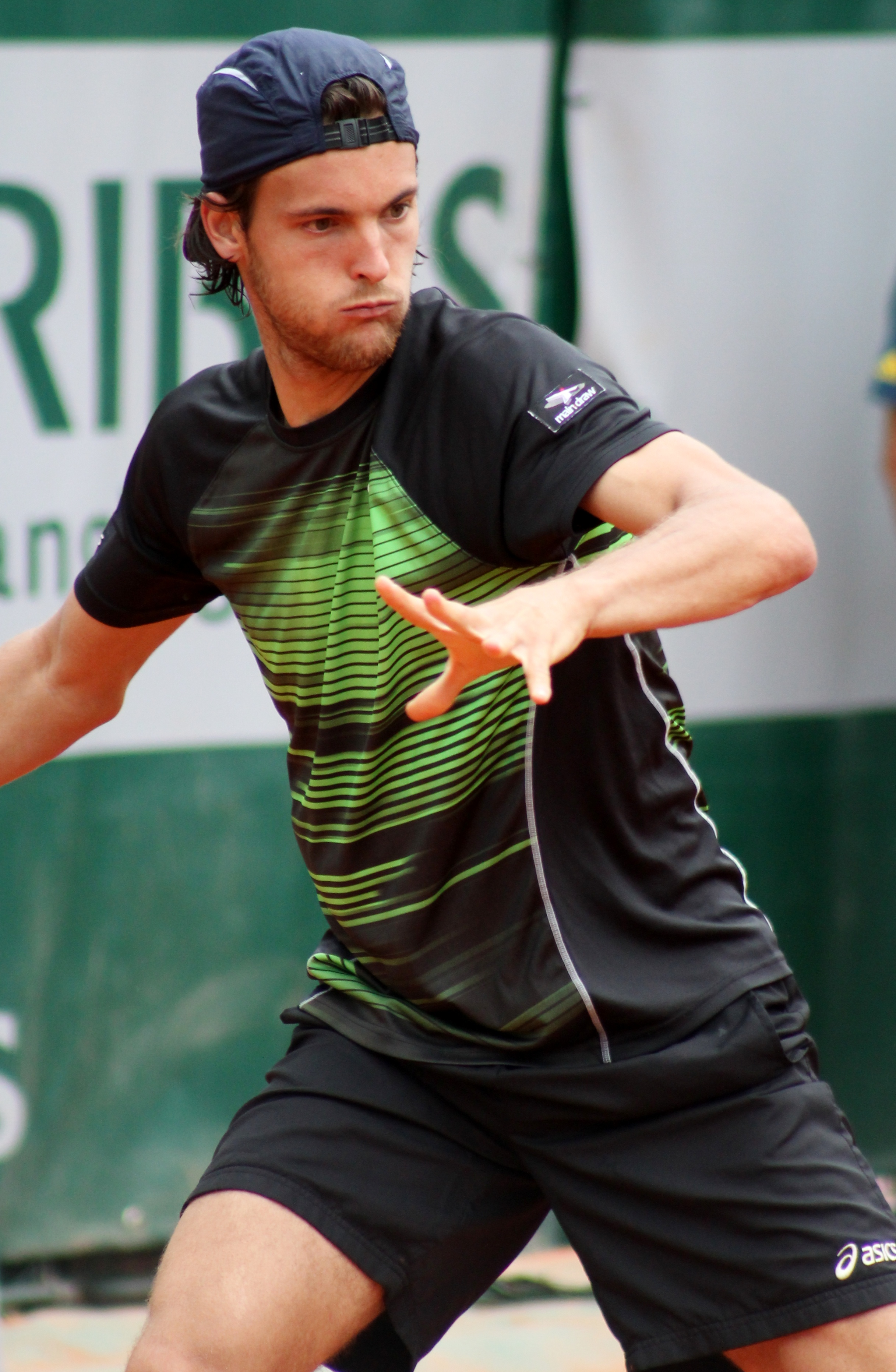
João Sousa no torneio de Roland Garros em 2013.

Em 2013, mais concretamente no mês de Janeiro, foi afastado do Open da Austrália, ao perder com o britânico Andy Murray, número 3 da hierarquia mundial, por três sets a zero.
Andy Murray eliminou o tenista português do Open da Austrália, na segunda ronda do primeiro Grand Slam do ano. O britânico bateu Sousa, então 100.º classificado e melhor português do ranking ATP, em três sets, pelos parciais de 6-2, 6-2 e 6-4, após 1h40m de jogo.
João Sousa, que se tornou no primeiro jogador português a defrontar o atual 'campeão olímpico' num torneio do Grand Slam, e o terceiro a atingir a 2.ª ronda do prestigiado torneio, depois de vencer na 1.ª ronda o australiano John-Patrick Smith nº 244º do ranking ATP.

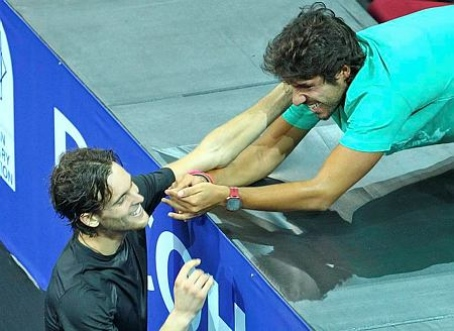
João Sousa e o seu treinador Frederico Marques celebrando a conquista do título no Open da Malásia em 2013.

Em Abril do mesmo ano, João Sousa informou nas redes sociais, que a organização do Portugal Open decidiu deixar o tenista luso de fora atribuindo assim o último 'wild card' disponível ao espanhol David Ferrer.
Uma decisão bastante polémica com muitas críticas nas redes sociais, em particular na página oficial do "Portugal Open" no Facebook.
João Sousa, então nº 1 do ténis nacional e nº 104 do ranking mundial ATP, já se encontrava totalmente recuperado de uma lesão, reunindo todas as condições para tentar uma ainda melhor prestação do que no ano de 2012 em que atingiu os nos "quartos-de-final" do ainda denominado Estoril Open.
Ainda assim João Lagos decidiu por não lhe atribuir o último wild card, sendo que já tinha atribuído esse mesmo a outros três portugueses classificados respectivamente nos nº 136, 233 e 282 do ATP World Tour.
Em Maio do mesmo ano, o tenista vimaranense foi afastado do Roland-Garros, ao perder com o espanhol Feliciano Lopez, nº 43 mundial, por três sets a um.
João Sousa, nº 119 foi afastado na 2ª ronda do prestigiado torneio, tendo perdido pelos parciais de 3-6, 6-3, 6-4 e 6-4, em 2 horas e 36 minutos.
Em França, João Sousa demonstrou ser o melhor tenista nacional da atualidade, onde na ronda inaugural do Grand Slam francês bateu o japonês Go Soeda, nº 124 do ranking ATP.
Em Julho do mesmo ano, João Sousa venceu o Guimarães Open. batendo na final o romeno Marius Copil, por 6-3 e 6-0, em 63 minutos, conquistou o quinto título challenger da carreira, o primeiro em piso de cimento, permanecendo no top-100 do ranking ATP.
Numa final de quase sentido único, destruiu as aspirações do romeno Marius Copil, com a conquista de 11 jogos consecutivos depois de ter estado a perder por 1-3, impondo-se pelos parciais de 6-3 e 6-0, em apenas 1h03m.
Anunciada como a iniciativa mais marcante da Cidade Europeia do Desporto, este challenger ATP de 42 500€ permitiu ao vimaranense, de 24 anos, e desde os 15 radicado em Barcelona, conquistar o quinto título em eventos da segunda divisão do ATP World Tour, mas uma estreia a ganhar nos chamados hardcourts.

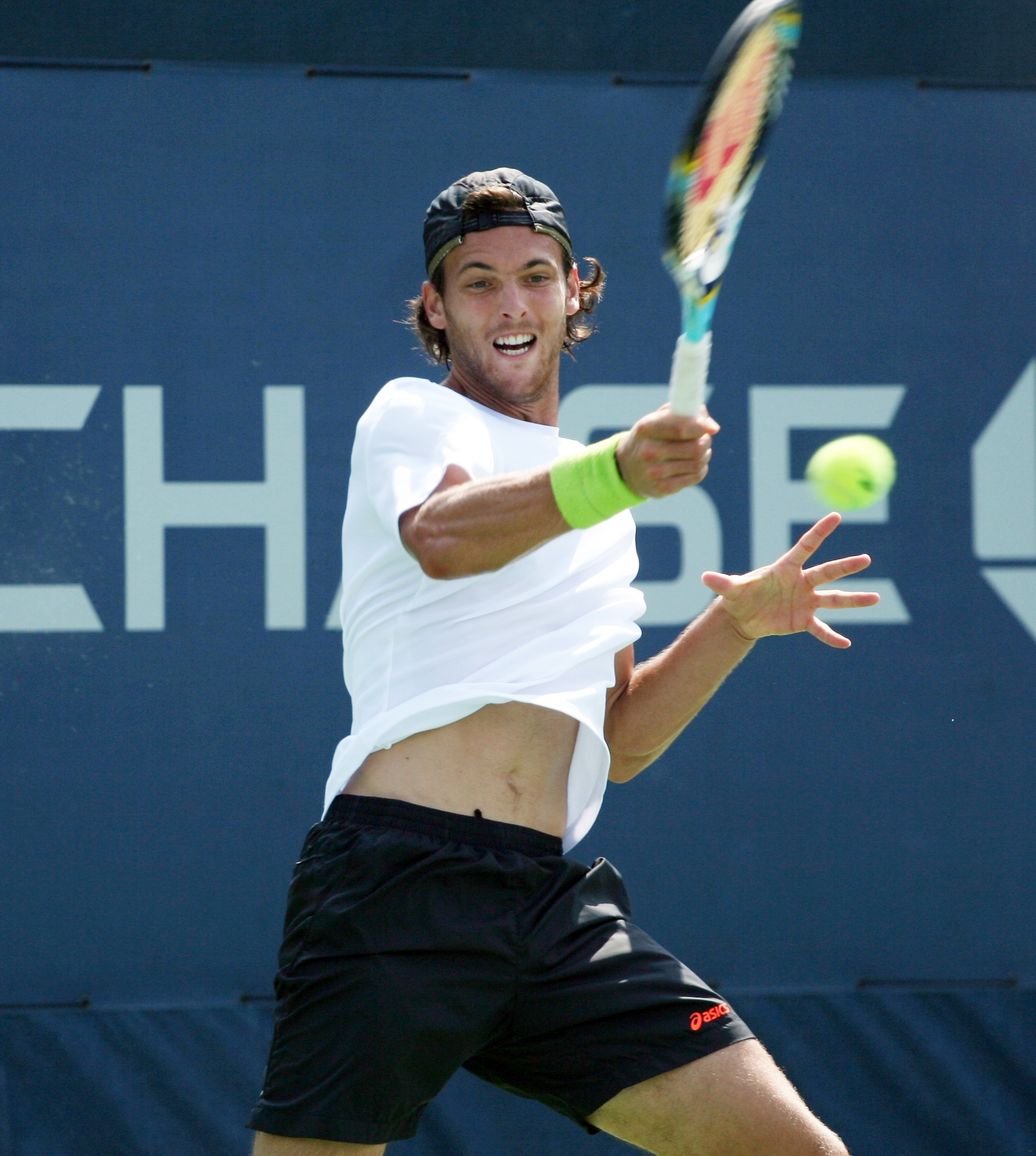
Sousa com golpe de direita durante US Open em 2013.

Em Setembro do mesmo ano, João Sousa foi afastado do US Open, ao perder com o sérvio Novak Djokovic, número 1 mundial, por três sets a zero.
Em Nova Iorque, num Arthur Ashe Stadium, que é o maior estádio de ténis do Mundo (capacidade para 23500 lugares), com uma assistência de cerca de 22 mil espetadores, jogou pela primeira vez com o líder da hierarquia mundial do ténis, tendo perdido pelos parciais de 6-0, 6-2 e 6-2, em 1 hora e 40 minutos.
Então 95.º do ranking, exibiu-se a bom nível e deu bastante luta, contudo, encontrou um adversário que está no topo da forma.
João Sousa, que se tornou no primeiro jogador português a defrontar o nº 1 mundial num torneio do Grand Slam, e a atingir a terceira ronda no ténis masculino do prestigiado torneio, alcançou dois resultados sensacionais nesta prova, ao vencer o búlgaro Grigor Dimitrov, nº 29 do mundo, e o experiente finlandês Jarkko Nieminen, 41º do ranking ATP.
Além dos prémios monetários, o tenista de Guimarães, garantiu nos Estados Unidos mais 90 pontos para o ranking, que foram suficientes para se manter entre o top 90 ATP do circuito mundial da modalidade.

### 2014
No final de fevereiro de 2014, João Sousa caiu nas quartas de final do torneio do Rio de Janeiro. Ele foi eliminado da prova pelo número 1 do mundo, Rafael Nadal, que ganhou o torneio. Apesar da derrota, o tenista português subiu quatro lugares no ranking ATP e alcançou o número 44 do mundo.

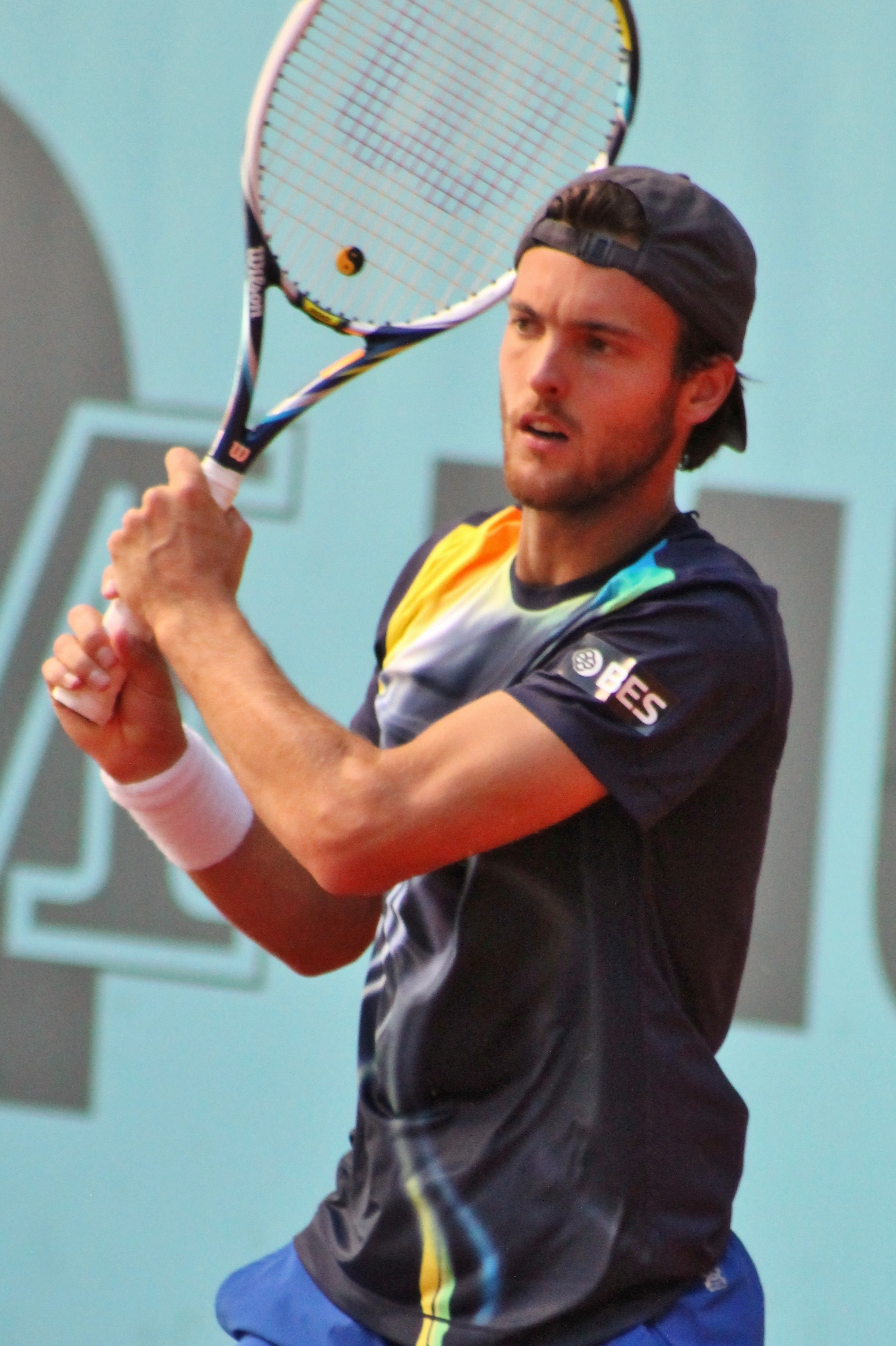
Sousa durante a temporada da primavera de 2014 em piso de terra.

O vimaranense João Sousa, garantiu o estatuto de cabeça-de-série no US Open 2014, com início a 25 de Agosto, em Nova Iorque, voltando a fazer história para o ténis nacional ao tornar-se no primeiro tenista português a alcançar tal feito num torneio do Grand Slam. A 27 de Agosto apurou-se para a segunda ronda (2R) do US Open 2014, tornando-se o tenista nacional com mais vitórias (5) nos torneios do Grand Slam. Marca que viria a melhorar já no ano a 22 de Janeiro de 2015 ao conseguir o apuramento para a terceira ronda (3R) do Australian Open, aumentando e consolidando assim sua posição de tenista nacional com mais vitórias (7) nos torneios do Grand Slam também denominados de "Majors".
A 22 de Setembro de 2014, João Sousa após disputar a sua 3ª final ATP da sua carreira, no torneio Moselle Open de 2014, torna-se também o tenista nacional com os maiores prémios monetários no ATP Tour, o tenista de Guimarães alcançou o "Prize Money" total da sua carreira no valor de US$ 1 403 926, ascendendo ao nº 409 no ranking dos tenistas mais bem pagos do mundo ATP Prize Money Leaders (US$).
A 29 de Setembro de 2014, João Sousa nº 1 do ranking nacional também em pares desde 13 de Janeiro de 2014, conseguiu entrar no Top 100 do ranking de pares, na 100ª posição, tornando-se o sexto português a entrar no Top 100 do ranking de pares, e o segundo a alcançar o Top 100 na variante de singulares e pares em simultâneo. O tenista vimaranense João Sousa é um jogador cada vez mais completo e versátil em todos os pisos também na variante de pares, como comprovam os resultados no ano de 2014, nos torneios de Estoril Open onde atingiu a semifinal (SF) em "terra batida", Medibank International Sydney onde atingiu a semifinal (SF) em "piso rápido", e no torneio de Winston-Salem Open onde atingiu a semifinal (SF) também em "piso rápido". Ainda em 2014 atingiu a terceira-ronda (R3) em "terra batida" no torneio de Open Roland-Garros do Grand Slam e a segunda-ronda (R2) em "terra batida" no torneio de US Open do Grand Slam.
A 27 de Outubro de 2014, consegue a sua a melhor posição de sempre até então no ranking de pares mundial subindo ao 83º lugar, após disputar a 4ª meia-final ATP da sua carreira na variante de pares, no torneio ATP de Valência de 2014, tornando-se o primeiro tenista luso a atingir as meias-finais de um torneio da categoria ATP 500 em pares. A disputa da meia-final no torneio Valencia Open 500, em Valência, em Espanha, permitiu também a João Sousa consolidar a melhor posição de um português na atual hierarquia mundial do ténis na variante de pares.
A 29 de Outubro de 2014, João Sousa após disputar o torneio Masters 1000 de Paris, torna-se o primeiro português a disputar na mesma época as quatro etapas do Grand Slam e os nove torneios da série ATP Masters 1000, tendo como melhores resultados nos referidos torneios nessa época, a 2.ª ronda no US Open, a 3.ª ronda em Miami e as segundas rondas em Indian Wells e Cincinnati.

### 2015
A 26 de Março de 2015, João Sousa consegue a sua a melhor posição de sempre no ranking de pares mundial subindo ao 76.ª lugar, o que lhe permitiu consolidar a melhor posição de um português na atual hierarquia mundial do ténis na variante de pares.
No dia 01.11.2015, mais uma página de história. João Sousa conquistou em Valência o segundo título ATP da carreira, ao derrotar na final o espanhol Roberto Bautista Agut, número 24 ATP, por 3-6, 6-3 e 6-4, numa final em que chegou a estar em desvantagem por 3-6 e 1-3. Com uma exibição na garra, em que foi subindo de nível ao longo do encontro, João Sousa deitou para trás das costas as recentes finais perdidas e conseguiu finalmente agarrar o tão desejado segundo título de carreira, em condições de jogo (piso rápido coberto) muito semelhantes às do anterior, em Kuala Lumpur. Com este triunfo, Sousa vai subir ao 34.º lugar do ranking mundial, o mais alto de sempre de um tenista português na hierarquia ATP.

### 2016
No dia 6 de maio de 2016, o tenista português João Sousa caiu nos quartos de final do Masters 1000 de Madrid, ao perder para o número cinco mundial, o espanhol Rafael Nadal, por 6-0, 4-6 e 6-3. Com a caminhada gloriosa na terra batida de Madrid, onde atingiu os quartos de final de um Masters 1000 pela primeira vez na sua carreira, Sousa distanciou-se de Frederico Gil, com quem partilhava o recorde de maior número de vitórias em torneios Masters 1000 (9), passando agora a somar 12. Com essa campanha, João Sousa foi apenas o segundo tenista português a atingir quartos de final de um Masters 1000, depois de Frederico Gil ter feito o mesmo em Monte Carlo, em 2011.

### 2018
A 6 de maio de 2018, João Sousa escreve mais uma página na história do ténis português ao conquistar o Millennium Estoril Open após derrotar Frances Tiafoe por duplo 6–4, e a tornar-se assim no primeiro português de sempre a levantar o troféu do maior torneio do ATP World Tour em solo nacional.
João Sousa quebra assim o recorde anterior que pertencia a Frederico Gil (que também alcançou a final do torneio em 2010, perdendo no contra Albert Montañés) e conquista o troféu perante os mais de 3000 espectadores presentes no Estádio Millennium que entoaram o hino nacional.
Com este triunfo, aumenta para três o número de títulos conquistados no circuito profissional (já tinha vencido em Kuala Lumpur 2013 e Valência 2015).
Dois dias depois é condecorado em Guimarães, tendo sido o seu pai, em representação de João Sousa que não pôde comparecer, recebido no Salão Nobre dos Paços do Concelho. Esta, é já a segunda vez que a Câmara Municipal de Guimarães, cidade onde nasceu o jogador, homenageia o Conquistador, que já havia sido igualmente condecorado em 2013, após a vitória em Kuala Lumpur.
Duas semanas após a conquista, no dia 20 João Sousa volta a fazer história ao alcançar a final de pares do torneio de Roma, Internazionali d'Italia ao lado de Pablo Carreño Busta. Apesar de se tornar no primeiro português a atingir a final de um torneio ATP Masters 1000 a dupla ibérica acabou por ser derrotada frente aos favoritos Juan Sebastián Cabal e Robert Farah.
De salientar que a dupla ibérica entrou na prova de pares como alternates, e directamente para a segunda ronda, no lugar dos gémeos norte-americanos Mike e Bob Bryan (Bob lesionou-se na anca na final de Madrid).

### 2023–2024: Aposentadoria
Caiu na primeira fase do ATP de Auckland e do Australian Open de 2023. No mesmo ano, chegou às quartas de final do ATP de Córdoba, derrotando Tomás Martín Etcheverry e Cristian Garín. Não passou da estreia nos torneios seguintes da gira latino-americana (Buenos Aires, Rio de Janeiro e Santiago) do circuito.
Em fevereiro de 2024, anunciou que se aposentaria do tênis profissional. Sua última apresentação foi no ATP de Estoril, em abril.
A 5 de abril de 2024, foi agraciado com o grau de Oficial da Ordem do Mérito.

## Estilo de Jogo
O tenista vimaranense João Sousa é um jogador cada vez mais completo e versátil em todos os pisos, como comprovam os resultados no ano de 2013, nos torneios de St. Petersburg Open onde atingiu a semifinal (SF) em "piso rápido" e Proton Malaysian Open onde venceu (V) o torneio em "piso rápido", e no corrente ano de 2014, nos torneios de UNICEF Open onde atingiu a semifinal (SF) em "relva", no SkiStar Swedish Open onde atingiu a final (F) em "terra batida", e no Moselle Open onde também atingiu a final (F) em "piso rápido", sendo o único jogador português a atingir estes resultados nos mais diversos pisos em torneios do ATP World Tour 250, e demonstrando que é capaz de jogar bem e obter bons resultados em qualquer piso. João Sousa atingiu ainda os quartos-final (QF) em "terra batida" no torneio de Rio de Janeiro Open em 2014, sendo o primeiro e único português a atingir esta fase num torneio do ATP World Tour 500. Ainda em 2014 atingiu ainda a terceira-ronda (R3) em "piso rápido" no torneio de Sony Open do ATP World Tour Masters 1000, tendo em 2013 a terceira-ronda (R3) em "piso rápido" no torneio de US Open do Grand Slam.

## Patrocínios
João Sousa é representado pela Polaris Sports desde Outubro de 2013. É uma subsidiária da Gestifute de Jorge Mendes, que gere as carreiras de outros grandes desportistas portugueses, incluindo Cristiano Ronaldo. Sousa é actualmente apoiado pelo Lotto Sport Italia. O acordo da parceria de 2 anos foi anunciado no site oficial do fabricante, em Janeiro de 2014 e que iria cobrir a oferta de calçados, roupas e acessórios. Sousa conta com também com o apoio da marca Wilson nas raquetes e respectivo saco, que o apoia desde que chegou a Espanha.
A marca de roupa portuguesa Mike Davis anunciou um acordo com Sousa ligando a imagem do tenista à imagem da roupa casual-sport da marca durante 2014.
O banco privado português BES foi outra das entidades que apoiaram a carreira de Sousa antes de declarar falência em Agosto de 2014. Desde Fevereiro de 2015 Sousa passou a ser apoiado por o banco privado português BCP.
No início de sua carreira, Sousa expressou a sua dificuldade para encontrar endossos locais e também lamentou as dificuldades financeiras enfrentadas pela Federação Portuguesa de Ténis que impediram o apoio à sua crescente participação nos torneios do circuito ATP. Sousa criticou o governo local por falta de apoio a outros desportos além do futebol. Durante o início da sua carreira, quando disputava os torneios Future e Challenger, as despesas de Sousa foram apoiados principalmente por meio de empréstimos bancários e os seus pais.

## Finais de carreira

### ATP World Tour

#### Singulares: 11 (4 títulos, 7 finais perdidas)
| Categoria                         |
| --------------------------------- |
| Grand Slam (0–0)                  |
| ATP World Tour Finals (0–0)       |
| ATP World Tour Masters 1000 (0–0) |
| Jogos Olímpicos (0–0)             |
| ATP World Tour 500 (0–0)          |
| ATP World Tour 250 (4–7)          |

| Superfície         |
| ------------------ |
| Hardcourt (3–3)    |
| Terra batida (1–4) |
| Relva (0–0)        |
| Carpete (0–0)      |

| Recinto          |
| ---------------- |
| Ar livre (2–4)   |
| Indoor (i) (2–3) |

| Resultado | Data                   | Categoria | Torneio                                          | Superfície    | Adversário                  | Parciais            |
| --------- | ---------------------- | --------- | ------------------------------------------------ | ------------- | --------------------------- | ------------------- |
| Vencedor  | 29 de setembro de 2013 | 250       | Open da Malásia, Kuala Lumpur, Malásia           | Hardcourt (i) | Julien Benneteau (FRA)      | 2–6, 7–5, 6–4       |
| Finalista | 13 de julho de 2014    | 250       | Open da Suécia, Båstad, Suécia                   | Terra batida  | Pablo Cuevas (URU)          | 2–6, 1–6            |
| Finalista | 21 de setembro de 2014 | 250       | Open de Moselle, Metz, França                    | Hardcourt (i) | David Goffin (BEL)          | 4–6, 3–6            |
| Finalista | 23 de maio de 2015     | 250       | Open de Genebra, Genebra, Suíça                  | Terra batida  | Thomaz Bellucci (BRA)       | 6–7(4–7), 4–6       |
| Finalista | 26 de julho de 2015    | 250       | Open da Croácia, Umag, Croácia                   | Terra batida  | Dominic Thiem (AUT)         | 4–6, 1–6            |
| Finalista | 27 de setembro de 2015 | 250       | Open de São Petersburgo, São Petersburgo, Rússia | Hardcourt (i) | Milos Raonic (CAN)          | 3–6, 6–3, 3–6       |
| Vencedor  | 1 de novembro de 2015  | 250       | Open de Valência, Valência, Espanha              | Hardcourt (i) | Roberto Bautista Agut (ESP) | 3–6, 6–3, 6–4       |
| Finalista | 14 de janeiro de 2017  | 250       | ASB Classic, Auckland, New Zealand               | Hardcourt (i) | Jack Sock (EUA)             | 3–6, 7–5, 3–6       |
| Finalista | 5 de agosto de 2017    | 250       | Generali Open, Kitzbühel, Austria                | Terra batida  | Philipp Kohlschreiber (GER) | 3–6, 4-6            |
| Vencedor  | 6 de maio de 2018      | 250       | Open do Estoril, Cascais, Portugal               | Terra batida  | Frances Tiafoe (EUA)        | 6–4, 6-4            |
| Vencedor  | 6 de fevereiro de 2022 | 250       | Tata Open Maharashtra, Pune, Índia               | Hardcourt     | Emil Ruusuvuori (FIN)       | 7–6(11–9), 4–6, 6-1 |

### ATP Challenger Tour

#### Singulares: 7 (5 títulos, 2 finais perdidas)
| Categoria                        |
| -------------------------------- |
| ATP Challenger Tour Finals (0–0) |
| ATP Challenger Tour (5–2)        |

| Superfície         |
| ------------------ |
| Hardcourt (1–0)    |
| Terra batida (4–2) |
| Relva (0–0)        |
| Carpete (0–0)      |

| Recinto          |
| ---------------- |
| Ar livre (5–2)   |
| Indoor (i) (0–0) |

| Resultado | Data                  | Categoria  | Torneio               | Superfície   | Adversário                  | Parciais      |
| --------- | --------------------- | ---------- | --------------------- | ------------ | --------------------------- | ------------- |
| Vencedor  | 5 de junho de 2011    | Challenger | Fürth, Alemanha       | Terra batida | Jan-Lennard Struff (GER)    | 6–2, 0–6, 6–2 |
| Vencedor  | 15 de abril de 2012   | Challenger | Mersin, Turquia       | Terra batida | Javier Martí (ESP)          | 6–4, 0–6, 6–4 |
| Vencedor  | 29 de julho de 2012   | Challenger | Tampere, Finlândia    | Terra batida | Éric Prodon (FRA)           | 7–6(7–5), 6–4 |
| Finalista | 2 de setembro de 2012 | Challenger | Como, Itália          | Terra batida | Andreas Haider-Maurer (AUT) | 3–6, 4–6      |
| Vencedor  | 9 de junho de 2013    | Challenger | Fürth, Alemanha (2)   | Terra batida | Wayne Odesnik (USA)         | 3–6, 6–3, 6–4 |
| Finalista | 14 de julho de 2013   | Challenger | San Benedetto, Itália | Terra batida | Andrej Martin (SVK)         | 4–6, 3–6      |
| Vencedor  | 28 de julho de 2013   | Challenger | Guimarães, Portugal   | Hardcourt    | Marius Copil (ROM)          | 6–3, 6–0      |

#### Pares: 3 (2 títulos, 1 final perdida)
| Categoria                 |
| ------------------------- |
| ATP Challenger Tour (2–1) |

| Superfície         |
| ------------------ |
| Hardcourt (0–0)    |
| Terra batida (2–1) |
| Relva (0–0)        |
| Carpete (0–0)      |

| Recinto          |
| ---------------- |
| Ar livre (2–1)   |
| Indoor (i) (0–0) |

| Resultado | Data                | Categoria  | Torneio               | Superfície   | Parceiro                   | Adversário                                          | Parciais              |
| --------- | ------------------- | ---------- | --------------------- | ------------ | -------------------------- | --------------------------------------------------- | --------------------- |
| Vencedor  | 1 de agosto de 2010 | Challenger | Tampere, Finlândia    | Terra batida | Leonardo Tavares (POR)     | Andis Juška (LAT) · Deniss Pavlovs (LAT)            | 7–6(7–3), 7–5         |
| Vencedor  | 9 de junho de 2012  | Challenger | Fürth, Alemanha       | Terra batida | Arnau Brugués-Davi (ESP)   | Rameez Junaid (AUS) · Purav Raja (IND)              | 7–5, 6–7(4–7), [11–9] |
| Finalista | 14 de julho de 2013 | Challenger | San Benedetto, Itália | Terra batida | Alessandro Giannessi (ITA) | Pierre-Hugues Herbert (FRA) · Maxime Teixeira (FRA) | 4–6, 3–6              |

### ITF Circuito Masculino

#### Singulares: 11 (7 títulos, 4 finais perdidas)
| Categoria     |
| ------------- |
| Futures (7–4) |

| Superfície         |
| ------------------ |
| Hardcourt (2–1)    |
| Terra batida (4–3) |
| Relva (0–0)        |
| Carpete (1–0)      |

| Recinto          |
| ---------------- |
| Ar livre (7–4)   |
| Indoor (i) (0–0) |

| Resultado | Data                  | Categoria | Torneio                   | Superfície   | Adversário                     | Parciais           |
| --------- | --------------------- | --------- | ------------------------- | ------------ | ------------------------------ | ------------------ |
| Finalista | 31 de maio de 2009    | Futures   | Gran Canária, Espanha F18 | Terra batida | Sergio Gutiérrez Ferrol (ESP)  | 6–1, 1–6, 5–7      |
| Vencedor  | 21 de junho de 2009   | Futures   | La Palma, Espanha F21     | Carpete      | Andrea Falgheri (ITA)          | 6–7(2–7), 7–5, 6–3 |
| Finalista | 19 de julho de 2009   | Futures   | Saint Gervais, França F12 | Terra batida | Adrián Menéndez-Maceiras (ESP) | 6–1, 4–6, 5–7      |
| Finalista | 8 de novembro de 2009 | Futures   | Vilafranca, Espanha F37   | Terra batida | Pedro Clar-Rosselló (ESP)      | 1–6, 3–6           |
| Vencedor  | 23 de maio de 2010    | Futures   | Valldoreix, Espanha F17   | Terra batida | Ivan Nedelko (RUS)             | 6–0, 6–3           |
| Vencedor  | 29 de maio de 2010    | Futures   | Tenerife, Espanha F18     | Hardcourt    | David Thurner (GER)            | 7–5, 6–4           |
| Vencedor  | 5 de junho de 2010    | Futures   | Lanzarote, Espanha F19    | Hardcourt    | Michael Lammer (SUI)           | 7–5, 6–4           |
| Finalista | 3 de outubro de 2010  | Futures   | Martos, Espanha F35       | Hardcourt    | Adrián Menéndez-Maceiras (ESP) | 5–7, 6–7(7–6)      |
| Vencedor  | 8 de maio de 2011     | Futures   | Balaguer, Espanha F14     | Terra batida | Taro Daniel (JPN)              | 6–3, 6–1           |
| Vencedor  | 15 de maio de 2011    | Futures   | Lleida, Espanha F15       | Terra batida | Roberto Carballés Baena (ESP)  | 6–3, 6–3           |
| Vencedor  | 23 de outubro de 2011 | Futures   | Sabadell, Espanha F38     | Terra batida | Marcel Zimmermann (GER)        | 3–6, 7–6(7–4), 6–4 |

#### Pares: 11 (9 títulos, 2 finais perdidas)
| Categoria     |
| ------------- |
| Futures (9–2) |

| Superfície         |
| ------------------ |
| Hardcourt (4–1)    |
| Terra batida (4–1) |
| Relva (0–0)        |
| Carpete (1–0)      |

| Recinto          |
| ---------------- |
| Ar livre (9–2)   |
| Indoor (i) (0–0) |

| Resultado | Data                   | Categoria | Torneio                 | Superfície   | Parceiro                | Adversário                                          | Parciais              |
| --------- | ---------------------- | --------- | ----------------------- | ------------ | ----------------------- | --------------------------------------------------- | --------------------- |
| Vencedor  | 3 de fevereiro de 2008 | Futures   | Múrcia, Espanha F4      | Terra batida | B Salvá-Vidal (ESP)     | Alexandros Jakupovic (GRE) · C Poch-Gradin (ESP)    | 6–7(5–7), 6–1, [10–2] |
| Finalista | 25 de maio de 2008     | Futures   | Valldoreix, Espanha F20 | Terra batida | Frederico Marques (POR) | P Clar-Rosselló (ESP) · C Rexach-Itoiz (ESP)        | 6–1, 6–2              |
| Vencedor  | 10 de agosto de 2008   | Futures   | Bakio, Espanha F30      | Hardcourt    | G Rumenov Payakov (ESP) | A Boje-Ordonez (ESP) · A Vivanco-Guzman (ESP)       | 7–6(7–6), 7–6(7–4)    |
| Vencedor  | 14 de agosto de 2009   | Futures   | Irun, Espanha F28       | Terra batida | G Rumenov Payakov (ESP) | Gonçalo Falcão (POR) · Saar Steele (ISR)            | 6–2, 6–3              |
| Vencedor  | 27 de setembro de 2009 | Futures   | Espinho, Portugal F5    | Terra batida | Gonçalo Falcão (POR)    | J Marse-Vidri (ESP) · Allen Perel (AUS)             | 7–5, 6–3              |
| Vencedor  | 28 de maio de 2010     | Futures   | Tenerife, Espanha F18   | Hardcourt    | G Rumenov Payakov (ESP) | A Boje-Ordonez (ESP) · M Palacios-Siegenthale (ESP) | 6–1, 6–4              |
| Vencedor  | 4 de junho de 2010     | Futures   | Lanzarote, Espanha F19  | Hardcourt    | G Rumenov Payakov (ESP) | Michael Lammer (SUI) · Ludovic Walter (FRA)         | 7–6(7–4), 6–0         |
| Vencedor  | 11 de junho de 2010    | Futures   | Tenerife, Espanha F20   | Carpete      | G Rumenov Payakov (ESP) | C Gomez-Herrera (ESP) · R Ortega-Olmedo (ESP)       | 7–6(7–2), 6–2         |
| Vencedor  | 10 de outubro de 2010  | Futures   | Córdoba, Espanha F36    | Hardcourt    | I Vior-Diaz (ESP)       | I Arenas-Gualda (ESP) · E López-Pérez (ESP)         | 7–6(7–6), 4–6, [10–3] |
| Finalista | 7 de outubro de 2011   | Futures   | Córdoba, Espanha F36    | Hardcourt    | Gerard Granollers (ESP) | MA López Jaén (ESP) · G Trujillo Soler (ESP)        | 6–4, 6–4              |
| Vencedor  | 23 de outubro de 2011  | Futures   | Sabadell, Espanha F38   | Terra batida | Steven Diez (CAN)       | MA López Jaén (ESP) · G Trujillo Soler (ESP)        | 6–3, 3–6, [10–7]      |

## Estatísticas de carreira
Chave
| V | F | SF | QF | R# | FG | EQ (Q#) | A | P | Z# | PO | SF-B | F-P | O | NMS | NR |

Venceu torneio; atingiu a final; semifinal; quartos-de-final; Rondas 4, 3, 2, 1; competiu em fase de grupos; atingiu ronda de qualificação; ausente de torneio; jogou numa Zona de Davis Cup / Fed Cup (com respectivo número de grupo) ou Play-off; venceu medalha de Bronze, Prata ou Ouro nos Jogos Olímpicos; um torneio Masters Series/1000 relegado para categoria inferior; ou torneio não realizado num dado ano.
Actualizado até Mutua Madrid Open de 2016.

### Singulares
| Torneio/Ano                 | 2008 | 2009          | 2010          | 2011          | 2012 | 2013          | 2014          | 2015          | 2016 | T / P       | V–D         | % V         |
| --------------------------- | ---- | ------------- | ------------- | ------------- | ---- | ------------- | ------------- | ------------- | ---- | ----------- | ----------- | ----------- |
| Torneios de Grand Slam      |      |               |               |               |      |               |               |               |      |             |             |             |
| Australian Open             | A    | A             | A             | Q1            | Q3   | 2R            | 1R            | 3R            | 3R   | 0 / 4       | 5–4         | 56%         |
| Roland-Garros               | A    | A             | A             | A             | 1R   | 2R            | 1R            | 2R            |      | 0 / 4       | 2–4         | 33%         |
| Wimbledon                   | A    | A             | A             | Q1            | Q2   | Q3            | 1R            | 1R            |      | 0 / 2       | 0–2         | 0%          |
| US Open                     | A    | A             | A             | Q2            | Q1   | 3R            | 2R            | 1R            |      | 0 / 3       | 3–3         | 50%         |
| Vitória–Derrota             | 0–0  | 0–0           | 0–0           | 0–0           | 0–1  | 4–3           | 1–4           | 3–4           | 2–1  | 0 / 13      | 10–13       | 43%         |
| ATP World Tour Masters 1000 |      |               |               |               |      |               |               |               |      |             |             |             |
| Indian Wells                | A    | A             | A             | A             | A    | Q1            | 2R            | 1R            | 2R   | 0 / 3       | 1–3         | 25%         |
| Miami                       | A    | A             | A             | A             | A    | 1R            | 3R            | 1R            | 3R   | 0 / 4       | 3–4         | 43%         |
| Monte Carlo                 | A    | A             | A             | A             | A    | A             | 1R            | 2R            | 2R   | 0 / 3       | 2–3         | 40%         |
| Madrid1                     | A    | A             | A             | A             | A    | Q1            | 1R            | 2R            | QF   | 0 / 3       | 4–3         | 57%         |
| Roma                        | A    | A             | A             | A             | A    | A             | 1R            | 1R            |      | 0 / 2       | 0–2         | 0%          |
| Toronto / Montreal          | A    | A             | A             | A             | A    | A             | 1R            | 1R            |      | 0 / 2       | 0–2         | 0%          |
| Cincinnati                  | A    | A             | A             | A             | A    | Q2            | 2R            | 2R            |      | 0 / 2       | 2–2         | 50%         |
| Shanghai2                   | A    | A             | A             | A             | A    | A             | 1R            | 1R            |      | 0 / 2       | 0–2         | 0%          |
| Paris                       | A    | A             | A             | A             | A    | Q1            | 1R            | A             |      | 0 / 1       | 0–1         | 0%          |
| Vitória–Derrota             | 0–0  | 0–0           | 0–0           | 0–0           | 0–0  | 0–1           | 4–9           | 3–8           | 5–4  | 0 / 22      | 12–22       | 35%         |
| Representação nacional      |      |               |               |               |      |               |               |               |      |             |             |             |
| Jogos Olímpicos             | A    | Não realizado | Não realizado | Não realizado | A    | Não realizado | Não realizado | Não realizado |      | 0 / 0       | 0–0         | N/D         |
| Taça Davis                  | Z2   | Z2            | Z2            | Z1            | Z1   | Z2            | Z1            | Z2            | Z1   | 0 / 9       | 15–9        | 63%         |
| Estatísticas de carreira    |      |               |               |               |      |               |               |               |      |             |             |             |
|                             | 2008 | 2009          | 2010          | 2011          | 2012 | 2013          | 2014          | 2015          | 2016 | T / P       | V–D         | % V         |
| Torneios                    | 1    | 0             | 0             | 1             | 4    | 14            | 34            | 31            | 13   | 98          | 98          | 98          |
| Títulos                     | 0    | 0             | 0             | 0             | 0    | 1             | 0             | 1             | 0    | 2           | 2           | 2           |
| Finais atingidas            | 0    | 0             | 0             | 0             | 0    | 1             | 2             | 4             | 0    | 7           | 7           | 7           |
| Hardcourt v–d               | 0–1  | 1–0           | 0–0           | 0–1           | 2–1  | 13–10         | 13–20         | 19–17         | 4–9  | 2 / 54      | 52–59       | 47%         |
| Terra batida v–d            | 2–1  | 1–0           | 1–1           | 2–1           | 3–4  | 3–4           | 7–13          | 17–10         | 4–5  | 0 / 37      | 40–39       | 51%         |
| Relva v–d                   | 0–0  | 0–0           | 0–0           | 0–0           | 0–0  | 0–0           | 4–3           | 2–4           | 0–0  | 0 / 7       | 6–7         | 46%         |
| Ar livre v–d                | 2–1  | 2–0           | 1–1           | 2–1           | 4–4  | 5–10          | 18–28         | 24–25         | 7–10 | 0 / 78      | 65–80       | 45%         |
| Indoor v–d                  | 0–1  | 0–0           | 0–0           | 0–1           | 1–1  | 11–4          | 6–8           | 14–6          | 1–4  | 2 / 20      | 33–25       | 57%         |
| Global v–d                  | 2–2  | 2–0           | 1–1           | 2–2           | 5–5  | 16–14         | 24–36         | 38–31         | 8–14 | 2 / 98      | 98–105      | 48%         |
| Vitórias (%)                | 50%  | 100%          | 50%           | 50%           | 50%  | 53%           | 40%           | 55%           | 36%  | 48,28%      | 48,28%      | 48,28%      |
| Ranking anual               | 592  | 443           | 244           | 192           | 101  | 49            | 54            | 33            |      | $ 2,840,986 | $ 2,840,986 | $ 2,840,986 |

1Realizado como Masters de Hamburgo (terra batida ao ar livre) até 2008, Masters de Madrid (terra batida ao ar livre) 2009–presente.

2Realizado como Masters de Madrid (hardcourt indoor) até 2008, Masters de Shanghai (hardcourt ao ar livre) 2009–presente.

## Vitórias sobre jogadores do "top 10"
| Tipo       | 2008 | 2009 | 2010 | 2011 | 2012 | 2013 | 2014 | 2015 | Total |
| ---------- | ---- | ---- | ---- | ---- | ---- | ---- | ---- | ---- | ----- |
| Singulares | 0    | 0    | 0    | 0    | 0    | 1    | 0    | 0    | 1     |
| Pares      | 0    | 0    | 0    | 0    | 0    | 0    | 2    | 0    | 2     |

### Singulares
Sousa tem 1 vitória sobre jogadores no "top-10 ranking ATP".
| #    | Jogador      | Núm | Torneio                | Superfície | Rd | Resultado     | Sousa "Núm" |
| ---- | ------------ | --- | ---------------------- | ---------- | -- | ------------- | ----------- |
| 2013 |              |     |                        |            |    |               |             |
| 1.   | David Ferrer | 4   | Kuala Lumpur, Malaysia | Hard (i)   | QF | 6–2, 7–6(8–6) | 77          |

### Pares
Sousa tem 2 vitórias sobre jogadores no "top-10 ranking ATP".
| #    | Parceiro       | Oponente                    | Núm | Torneio           | Superfície | Rd | Resultado         | Sousa "Núm" |
| ---- | -------------- | --------------------------- | --- | ----------------- | ---------- | -- | ----------------- | ----------- |
| 2014 |                |                             |     |                   |            |    |                   |             |
| 1.   | Lukáš Rosol    | Bob Bryan Mike Bryan        | 1   | Sydney, Austrália | Hard       | QF | 3–6, 6–3, [14–12] | 633         |
| 2.   | Leonardo Mayer | Alexander Peya Bruno Soares | 5   | Valencia, Espanha | Hard       | R1 | 3–6, 6–1, [10–7]  | 97          |

## Frente-a-frente vs. Jogadores Nº. 1
Vitórias-Derrotas de João Sousa em encontros contra jogadores no "nº. 1 ranking ATP" são as seguintes:
Total= 2 ( Vitórias 0 - Derrotas 2 )
Jogadores com ranking de nº. 1 do mundo a bold.
- Novak Djokovic 0–1
- Rafael Nadal 0–1

* Estatísticas atualizadas a 18 de Janeiro de 2016.

## Frente-a-frente vs. Jogadores Top 10
Vitórias-Derrotas de João Sousa em encontros contra jogadores do "top-10 ranking ATP" são as seguintes:
Total= 17 ( Vitórias 1 - Derrotas 16 )
Jogadores que estiveram com ranking de nº. 1 do mundo a bold.
- David Ferrer 1–0
- Novak Djokovic 0–1
- Roger Federer 0–1
- Tomáš Berdych 0–1
- Milos Raonic 0–2
- Marin Čilić 0–2
- Stan Wawrinka 0–3
- Andy Murray 0–6

* Estatísticas atualizadas a 18 de Janeiro de 2016.

## Frente-a-frente vs. Jogadores Top 20
Vitórias-Derrotas de João Sousa em encontros contra jogadores do "top-20 ranking ATP" são as seguintes:
Total= 11 ( Vitórias 2 - Derrotas 9 )
Jogadores que estiveram com ranking de nº. 1 do mundo a bold.
- Gael Monfils 1–0
- Feliciano Lopez 1–1
- Jerzy Janowicz 0–1
- Fabio Fognini 0–1
- Ernests Gulbis 0–1
- John Isner 0–1
- David Goffin 0–1
- Grigor Dimitrov 0–1
- Gilles Simon 0–2

* Estatísticas atualizadas a 18 de Janeiro de 2016.

## Frente-a-frente vs. Jogadores Top 30
Vitórias-Derrotas de João Sousa em encontros contra jogadores do "top-30 ranking ATP" são as seguintes:
Total= 21 ( Vitórias 10 - Derrotas 11 )
Jogadores que estiveram com ranking de nº. 1 do mundo a bold.
- Roberto Bautista Agut 2–0
- Philipp Kohlschreiber 2–0
- Grigor Dimitrov 1–0
- Jurgen Melzer 1–0
- Gilles Simon 1–0
- Andreas Seppi 1–0
- Benoit Paire 1–0
- Dominic Thiem 1–1
- Milos Raonic 0–1
- Marcel Granollers 0–1
- Florian Mayer 0–1
- Ernests Gulbis 0–1
- Marin Cilic 0–1
- Bernard Tomic 0–1
- Fabio Fognini 0–2
- Gael Monfils 0–2

* Estatísticas atualizadas a 18 de Janeiro de 2016.

## Frente-a-frente vs. Jogadores Top 40
Vitórias-Derrotas de João Sousa em encontros contra jogadores do "top-40 ranking ATP" são as seguintes:
Total= 9 ( Vitórias 7 - Derrotas 2 )
Jogadores que estiveram com ranking de nº. 1 do mundo a bold.
- Dmitry Tursunov 1–0
- Julien Benneteau 1–0
- Marcel Granollers 1–0
- Pablo Cuevas 1–0
- Gilles Muller 1–0
- Martin Klizan 1–0
- Fabio Fognini 1–0
- Steve Johnson 0–1
- Santiago Giraldo 0–1

* Estatísticas atualizadas a 18 de Janeiro de 2016.

## Prémios monetários no ATP Tour
| Ano        | Títulos na Majors | Vitórias ATP | Total vitórias | Prémios    | Ranking Prémios monetários |
| ---------- | ----------------- | ------------ | -------------- | ---------- | -------------------------- |
| 2008       | 0                 | 0            | 0              | $16,751    | 518                        |
| 2009       | 0                 | 0            | 0              | $13,009    | 555                        |
| 2010       | 0                 | 0            | 0              | $28,766    | 387                        |
| 2011       | 0                 | 0            | 0              | $56,845    | 276                        |
| 2012       | 0                 | 0            | 0              | $128,390   | 183                        |
| 2013       | 0                 | 1            | 1              | $496,686   |                            |
| 2014       | 0                 | 0            | 0              | $771,826   | 51                         |
| 2015       | 0                 | 1            | 1              | $919,928   |                            |
| 2016       | 0                 | 0            | 0              | * $183,813 |                            |
| Carreira * | 0                 | 2            | 2              | $2,654,941 | 409                        |

* * Estatísticas atualizadas a 12 de Abril de 2016.

### Perfis
- João Sousa na Associação de Tenistas Profissionais
- João Sousa na Federação Internacional de Tênis
- João Sousa (em inglês) na Taça Davis
- João Sousa. no IMDb.